# Hélène Vink

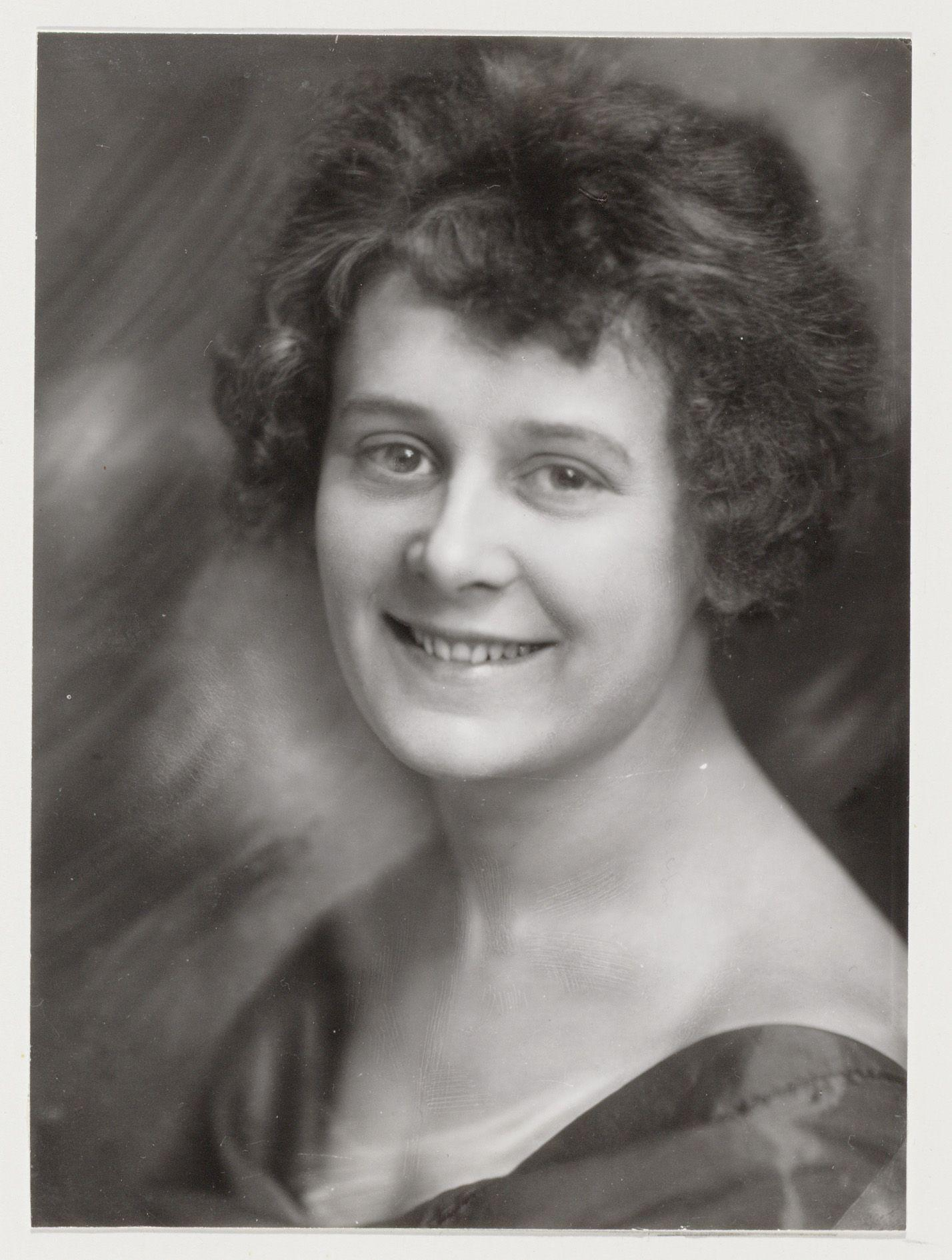
Helene Treep-Vink vastgelegd door Jacob Merkelbach (ongedateerd, maar rond 1930)

Madeleine (Hélène) Vink (Deventer, 3 februari 1896 – Groningen, 21 februari 1988) was een Nederlands toneelactrice.
Ze was dochter van het acteursechtpaar Piet Vink sr. en Beppie Bakker, die een rondreizend bestaan kenden. Ook haar grootouders van moeders kant Albert Bakker en Johanna Bakker-Stips hadden een rondreizend toneelgezelschap. Vinks en Bakkers kinderen Betty Vink, Cor Vink, Piet Vink, Theo Vink en Madeleine werden steeds in andere steden geboren. Madeleine Vink was tussen 1921 en 1931 getrouwd met AVRO-dirigent Nico Treep en tussen 1932 en 1942 met kantoorman Theodoor Emanuel Sistermans. Dochter Madeleine Gezina Mina Vink werd kunsthistoricus en was als zodanig verbonden aan het Genootschap Belle van Zuylen.
Zij was voor het eerste te zien in 1910 in het toneelstuk De orgeldraaier en het pleegkind met de zin "Nee hoor, want ik heb de hele nacht bij mama geslapen" (aldus zijzelf in 1986). Zij werd het rondreizen met optredens in bijvoorbeeld kermistenten zat en sloot zich in 1920 aan bij het Koninklijke Vereeniging Het Nederlandsch Tooneel van Willem Royaards, dat de Amsterdamse Stadsschouwburg bediende. Het gezelschap werd in 1928 opgeheven. Ze kon direct aan de slag bij het Nieuw Nederlandsch Toneel van Louis Saalborn, die optrad in de Hollandsche Schouwburg. In 1931 verhuisde ze qua werkzaamheden naar Rotterdam, ze sloot zich aan bij het Vereenigd Rotterdamsch-Hofstad Toneel van Cor van der Lugt Melsert. In 1966 beëindigde ze haar actieve loopbaan.
Vink maakte deel uit van de garde van Oscar Tourniaire (vermoedelijk haar ontdekker), Paul Huf, Louis Gimberg, Eduard Verkade, Louis de Vries, Sophie de Vries, Magda Janssens, Annie van Ees, Fie Carelsen en Paul Steenbergen.
In de jaren twintig was ze veelal te horen in hoorspelen uitgezonden door de AVRO.
Vink overleed op 92-jarige leeftijd en werd in Groningen gecremeerd. 